# Volpone
Volpone è la commedia più famosa di Ben Jonson. Scritta nel 1606 e rappresentata nel marzo dello stesso anno al Globe Theatre di Londra ad opera dei King's Men, venne pubblicata per la prima volta nel 1616. Divisa in cinque atti, è interamente in versi.
Si tratta di una delle commedie più rappresentate del periodo giacomino, temporalmente contiguo al teatro elisabettiano.

## Trama
A Venezia Volpone, signore avaro quanto ricco, invia il parassita Mosca dai suoi futuri eredi facendo loro credere di essere moribondo. Questi ultimi, nelle persone dell'avvocato Voltore, di Corbaccio e Corvino, coprono Volpone di regali per la pronta guarigione incrementando a loro insaputa il patrimonio dell'uomo. Gli uomini sono però interessati solo alla possibile eredità di Volpone. Mosca nel corso della sua missione vede Celia, moglie di Corvino, e tanto ne decanta le lodi che Volpone, interessato, si decide di vederla segretamente per poterla sedurre.
Travestitosi da mercante assieme a Mosca e spacciandosi per venditore di unguenti, vede Celia affacciata in finestra attirata dai richiami del sedicente mercante: scocca la scintilla ma Corvino si dimostra marito geloso. Mosca, smessi i panni del mercante, convince l'uomo a far vedere Celia a Volpone, dichiarando che la compagnia della donna sarebbe di sicuro giovamento al moribondo: la richiesta si fa ancor più disdicevole quando Mosca suggerisce a Corvino di far giacere la donna con Volpone, convincendolo del fatto che l'azione avrebbe fatto meritare a Corvino l'eterna gratitudine di Volpone e, dunque, la ricca eredità. Da geloso il povero uomo si dimostra cùpido, acconsentendo alla proposta del parassita.
Nel frattempo Bonario viene a scoprire che Volpone erediterà i beni del vecchio padre Corbaccio: la mossa del vecchio ha in realtà il solo interesse di divenire a sua volta erede di Volpone. Il gesto del vecchio è infatti dettato dal finto slancio di fedeltà ed onestà al nobile veneziano. Bonario accusa Mosca e Volpone di disonestà e, mentre se la prende col parassita, quest'ultimo lo convince di essere nel torto: una chiacchierata con Volpone gli sarà chiara. Il momento è però sbagliato e Bonario sorprende l'uomo nel tentativo di violentare Celia: salva la ragazza e Mosca, da abile truffatore, riempie di fandonie Corbaccio facendogli intendere che il figlio Bonario sia furibondo con lui. Corbaccio si spaventa, diseredando seduta stante il figlio.
Bonario però, con l'aiuto di Celia, denuncia quanto successo al Senato veneziano. Nonostante l'accorata arringa, le false testimonianze di Volpone e Corvino fanno sì che i due vengano accusati di essere amanti assassini. Non pago, Volpone tende un ultimo tranello: diffusa la finta notizia della sua morte e del lascito universale dei propri beni a Mosca, attende l'arrivo di Voltore, Corbaccio e Corvino, che interrogano il parassita sull'accaduto.
Sconfitti ed amareggiati, ammettono ai magistrati di aver mentito nel processo contro Volpone, chiedendo di riaprire il procedimento contro Mosca. Non sanno, però, che proprio Volpone è mascherato da magistrato. Questi, recatosi in tribunale per smentire la sua morte, viene però accusato per il suo comportamento ed immediatamente arrestato e condannato alla confisca totale dei beni. Anche per gli altri personaggi, però, il tribunale decide una punizione: mentre Mosca finirà in carcere con l'ergastolo da scontare, Corbaccio sarà confinato in monastero, Voltore esiliato e Corvino messo alla gogna.

## Personaggi
- Volpone: Nobile veneziano, senza figli
- Mosca: Il servitore
- Voltore: Un avvocato
- Corbaccio: Un vecchio signore
- Corvino: Un commerciante
- Bonario: Figlio di Corbaccio
- Sir Politick Haspir: Il cavaliere
- Lady Haspir: Moglie di Sir Politick
- Celia: Donna di Corvino

## Film ispirati al libro
- L'avventuriero di Venezia (1941)
- Masquerade (1967)
- Il volpone (1987)